# Stenophiloscia glarearum
Stenophiloscia glarearum là một loài chân đều trong họ Halophilosciidae. Loài này được Verhoeff miêu tả khoa học năm 1908.